# Nikola Lončar
Nikola Lončar (in serbo Никола Лончар?; Kragujevac, 31 maggio 1972) è un ex cestista, allenatore di pallacanestro e dirigente sportivo jugoslavo con cittadinanza spagnola.

## Carriera
Con la Jugoslavia ha disputato i Giochi olimpici di Atlanta 1996, i Campionati mondiali del 1998 e due edizioni dei Campionati europei (1997, 1999).
Dopo il ritiro ha assunto vari ruoli, da ultimo direttore sportivo all'interno del Partizan.

## Palmarès
- YUBA liga: 1

Partizan Belgrado: 1991-92
- YUBA liga: 1

Partizan Belgrado: 1994-95
- Coppa di Jugoslavia: 1

Partizan Belgrado: 1992
- Coppa di Jugoslavia: 2

Partizan Belgrado: 1994, 1995
- Coppa dei Campioni: 1

Partizan Belgrado: 1991-92